# Alue Limeng
Alue Limeng is een bestuurslaag in het regentschap Bireuen van de provincie Atjeh, Indonesië. Alue Limeng telt 442 inwoners (volkstelling 2010).